# Камс

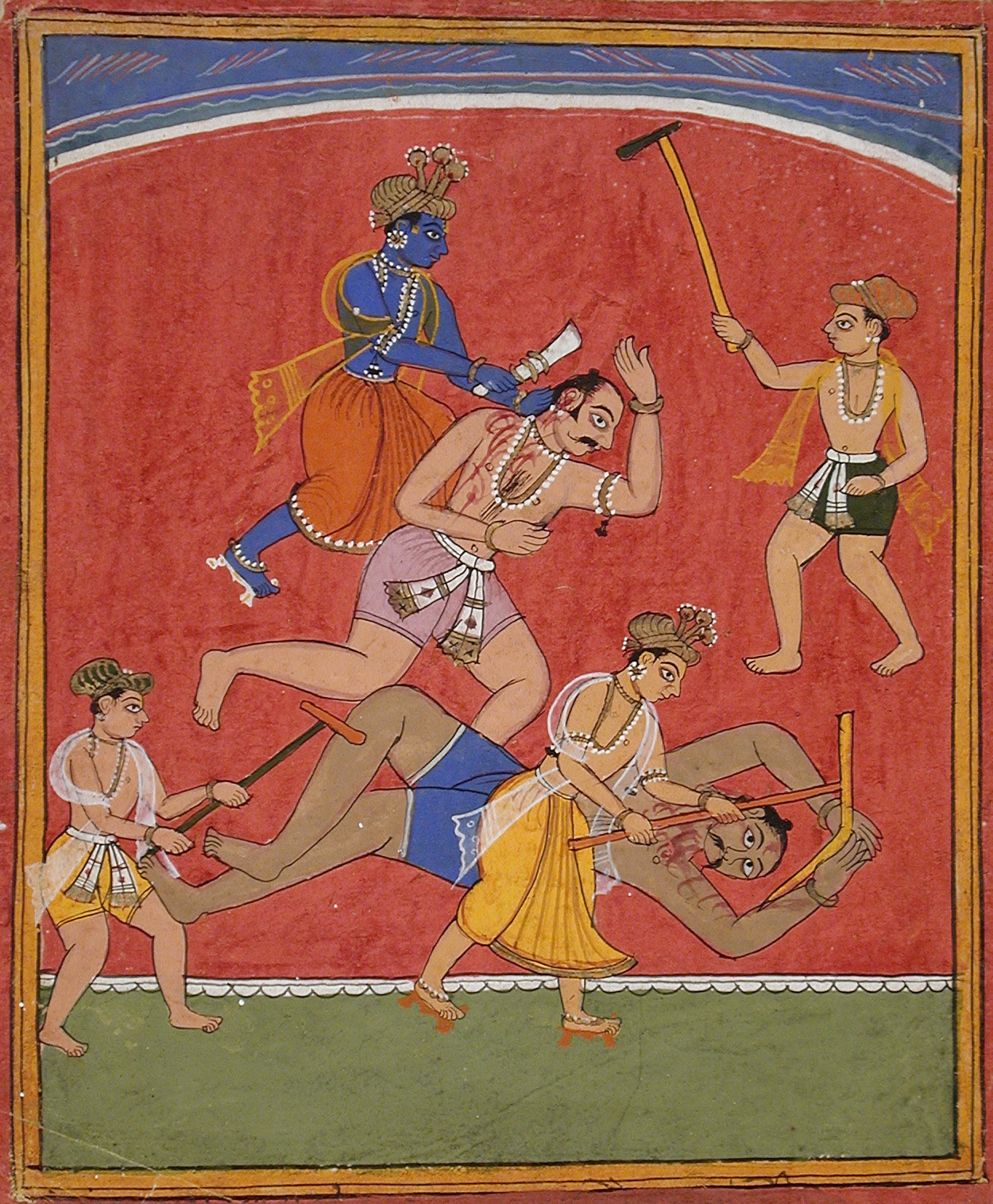
Крішна вбиває Камс

Камс або Кансі (санскр. कंस, Kaṃsa IAST) в індуїзмі — брат Девакі і правитель царства Врішні в його столиці місті Матхуре. Батьком Камс був цар Уграсена і матір'ю цариця Падмаваті.
Потураючи своїм амбіціям і слідуючи пораді свого нагрудника царя Банасури, камси вирішує кинути свого батька Уграсену у в'язницю і проголосити себе царем Матхура. Потім, за порадою іншого свого довіреної особи Чанури, камси приймає рішення одружитися з двома дочками найкращого друга Банасури — царя Магадхи Джарасандхі, яких звали Асті і Прапті.
Насправді, камси не був біологічним сином Уграсени. У «Бгагавата-пурані» описується як демон, який пролітав над містом Матхура, побачивши чарівну красу Падмаваті прийняв форму Уграсени і сооблазніл її, внаслідок чого у Падмаваті народився камси. Більшу частину свого життя Камс не відав про це.
Під час весілля Камс в Матхуре, Джарасандха привів свою армію як ескорт принцес Асті і Прапті. Скориставшись силою цієї армії Магадхи, камси скинув з престолу свого батька і замкнув його у в'язницю після того, як той відмовився добровільно поступитися владою. Все це відбулося в межах царського палацу і населенню не повідомили, чому Уграсена не з'являвся на публічних церемоніях. Невдовзі Камс оголосив про свою коронації.
Після того як Камс зробили пророцтво про те, що він загине від руки восьмого сина своєї сестри Девакі, він ув'язнив Девакі та її чоловіка Васудеви і залишив їх в живих тільки за тієї умови, що вони будуть віддавати йому всіх своїх новонароджених немовлят. Після того як Камс вбив перших шість дітей, Девакі завагітніла в сьомий раз. Її сьома дитина Баларами не розділив долі всіх інших і був врятований, будучи чудовим чином перенесений з утроби Девакі в живіт другої дружини Васудеви Рохіні, яка в той час перебувала на волі. Восьмою дитиною Девакі і Васудеви народився Крішна. Крішна також був врятований від гніву камси і вирощений подружжям пастухів з села Гокул по імені Нанда і Яшода. Коли Крішна підріс, він убив камси.